# AH11
AH11 hay còn gọi là Đường xuyên Á 11 là một tuyến đường trong xa lộ xuyên Á dài 1.567 kilômét (974 mi) từ Viêng Chăn, Lào đến Sihanoukville, Campuchia kết nối AH12 với AH1 và kéo dài tới Vịnh Thái Lan. Con đường này kết nối thủ đô của Lào và Campuchia với nhau.

## Lào
- Quốc lộ 13: Viêng Chăn - Vieng Kham (bắt đầu nhập vào  AH15) - Thakhek (tách ra khỏi  AH15 ) - Seno (nhập vào  AH11 trong 3 kilômét) - Veun Kham.[3][4]

## Campuchia
- Quốc lộ 7: Dong Calor - Skuon.[5]
- Quốc lộ 6: Skuon - Phnôm Pênh
- Quốc lộ 4: Phnôm Pênh - Sihanoukville

## Giao cắt
Lào
Với  AH12 tại Viêng Chăn
Với  AH131 tại Ban Lao
Với  AH15 tại Thakhek
Với  AH16 tại Seno
Campuchia
Với  AH1 gần Cáp Nhĩ Tân